# Qinglong (Qianxinan)

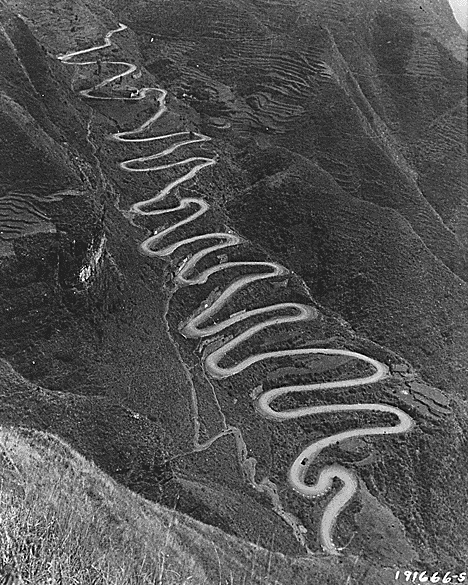
„24-zig“ der Ledostraße

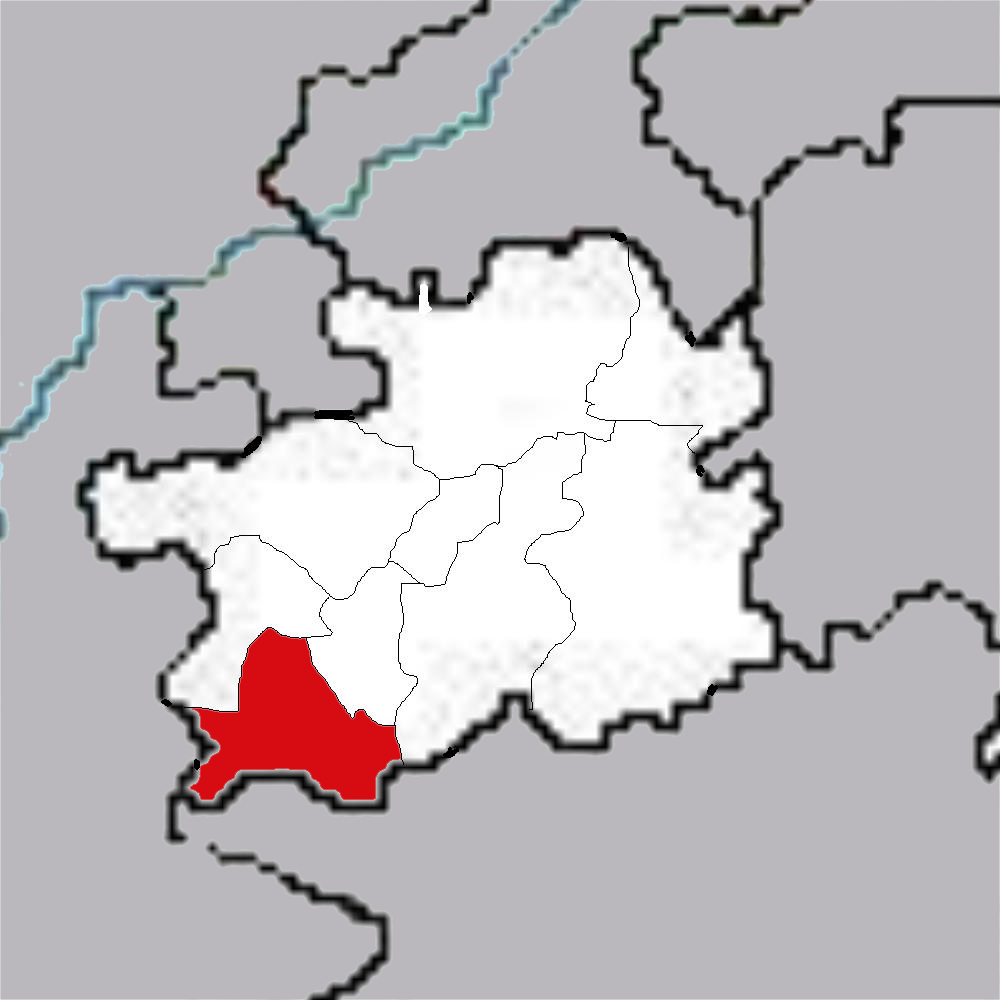
Lage des Autonomen Bezirks Qianxinan der Bouyei und Miao in der Provinz Guizhou

Der Kreis Qinglong (chinesisch 晴隆县, Pinyin Qínglóng Xiàn) liegt im Norden des Autonomen Bezirks Qianxinan der Bouyei und Miao, der sich wiederum im Südwesten der chinesischen Provinz Guizhou im „Dreiländereck“ von Guizhou, Yunnan und Guangxi befindet. Der Kreis hat eine Fläche von 1.301 km² und zählt 248.500 Einwohner (Stand: Ende 2018).
Eine Verlängerung der Ledostraße, die nach dem amerikanischen General Joseph Stilwell auch Stillwell Road genannt wird, führte durch sein Gebiet. 
Die 24-zig (Vierundzwanzig-Kurven-Straße) aus dem Zweiten Japanisch-Chinesischen Krieg (“Ershisi dao guai” kangzhan gonglu) steht seit 2006 auf der Liste der Denkmäler der Volksrepublik China (6-1050).

## Administrative Gliederung
Auf Gemeindeebene setzt sich Qinglong aus acht Großgemeinden, fünf Gemeinden und einer Nationalitätengemeinde zusammen. Diese sind:
- Großgemeinde Liancheng (莲城镇), Hauptort, Sitz der Kreisregierung;
- Großgemeinde Shazi (沙子镇);
- Großgemeinde Bihen (碧痕镇);
- Großgemeinde Dachang (大厂镇);
- Großgemeinde Jichang (鸡场镇);
- Großgemeinde Huagong (花贡镇);
- Großgemeinde Zhongying (中营镇);
- Großgemeinde Guangzhao (光照镇);
- Gemeinde Changliu (长流乡);
- Gemeinde Datian (大田乡);
- Gemeinde Machang (马场乡);
- Gemeinde Zima (紫马乡);
- Gemeinde Angu (安谷乡);
- Gemeinde Sanbao der Yi (三宝彝族乡).